# Nidaros Hockey
Nidaros Hockey, officielt Nidaros Ishockeyklubb, (grundlagt 14. juli 2014) er en is  hockeyklub i Trondheim, der spiller i  1. division. Klubbens hold spiller sine kampe i Leangen Ishall.

## Historie
Efter Rosenborg IHKs konkurs i 2014 var der ingen hold fra Trondheim tilbage i de to højeste  ishockey ligaer i Norge. I et forsøg på at bringe et elitehockeyhold tilbage til byen blev "Nidaros Ishockeyklubb" grundlagt.